# Carolien van Ham
Carolien van Ham is een Nederlands politicoloog en hoogleraar empirische politicologie aan de Radboud Universiteit. Zij richt zich in haar onderzoek op legitimiteit, politieke vertegenwoordiging, democratisering en autoritarisme.

## Carrière
Carolien van Ham studeerde sociologie aan de Universiteit Utrecht en politicologie aan de Universiteit Leiden. In beide disciplines behaalde ze haar master. Ze promoveerde vervolgens aan het European University Institute in 2012. Na haar promotie was Van Ham als onderzoek verbonden aan de Universiteit Twente en de Universiteit van New South Wales. Sinds 2019 is ze aan de Radboud Universiteit verbonden als hoogleraar.
Van Ham werkte in opdracht voor de overheid mee aan een onderzoek over het draagvlak voor burgerfora. In 2024 verscheen het boek The Oxford Handbook of Dutch Politics, waaraan Van Ham had meegewerkt. Sam met haar co-redacteuren, waaronder Sarah de Lange, overhandigden ze een exemplaar van de bundel aan premier Dick Schoof.

## Nevenfuncties
Sinds 1 november 2024 is Van Ham lid van de Kiesraad. Daarnaast is ze ook lid van het KHMW.

## Geselecteerde bibliografie
- Hart, Paul 't, Lange, Sarah de, Ham, Caroliene van, en Tom Louwerse (red.), The Oxford Handbook of Dutch Politics. Oxford: Oxford University Press, 2024. ISBN 9780198875499
- Ham, C.T. van (2020). "Electoral integrity". In: Robert Rohrschneider & Jacques Thomassen (redd.), Oxford Handbook of Political Representation in Liberal Democracies (blz. 113-137).
- Ham, C.T. van, Thomassen, J.J.A., Aarts, K. & Andeweg, R.B. (red.). Myth and Reality of the Legitimacy Crisis: Explaining Trends and Cross-National Differences in Established Democracies. Oxford: Oxford University Press, 2017. ISBN 9780198793717
- Ham, C.T. van (2015). "Getting elections right? Measuring electoral integrity". Democratization, 22 (4), 714-737.
- Smets, K. & Ham, C.T. van (2013). "The embarrassment of riches? A meta-analysis of individual-level research on voter turnout". Electoral Studies, 32 (2), 344-359